# Augraben (Jagst)
Der Augraben ist ein rechter Auengraben neben der mittleren Jagst im baden-württembergischen Landkreis Schwäbisch Hall vorwiegend in der Stadtteilgemarkung Jagstheim von Crailsheim. Nach über 11⁄2 km langem Jagstparallelem Lauf mündet er beim Wohnplatz Burgberg in den Fluss.

## Geographie

### Verlauf
Der Augraben beginnt seinen Grabenlauf auf etwa 407 m ü. NHN gegenüber dem Weiler Steinbach an der Jagst im dort ebenfalls zur Honhardter Teilgemarkung gehörenden Gemeindegebiet von Frankenhardt an einem ersten einsam stehenden Baum neben einem Wirtschaftsweg. In etwa nördlichem Lauf folgt der krautige Graben dem Wirtschaftsweg. Nach etwa 400 Metern endet der begleitende Feldweg, etwa dort mündet von rechts ein etwa 0,8 km langer Graben von rechten Jagsttalunterhang, der am Rand des Jagstheimer Weilers Eichelberg einsetzt.
Danach zieht er sehr gerade und nordnordwestlich durch die flache Wiesenflur. Nachdem er 300 Meter später einen vom rechten Hangfuß zur Jagst ziehenden Feldweg gequert hat, setzt am Ufer eine mehrfach unterbrochene Begleitgalerie aus Bäumen ein, in deren Lücken Schilfröhricht den Graben säumt. Nach etwa 200 Metern unterquert der Augraben den von rechts zu seiner Mündung in die Jagst laufenden Degenbach.
Jenseits weicht der Graben vor dem auf dem rechten Hang gebauten Wohnplatz Burgberg von Jagstheim nach links aus und wendet sich dann langsam wieder nordwärts. Kurz vor der Flussbrücke der Alexandersreuther Straße von Burgberg nach Jagstheim hinüber fließt der Aubach auf etwa 404 m ü. NHN von rechts in die mittlere Jagst ein.
Der etwa 1,6 km lange Augraben hat mit nur etwa 2 ‰ ein sehr geringes Gefälle. Er begleitet die auf diesem Abschnitt sich in starken Mäandern windende Jagst in einem Abstand von weniger als 100 bis etwa 250 Metern Abstand in sehr glattem Lauf.

### Einzugsgebiet
Der Aubach hat ein etwa 0,8 km² großes Einzugsgebiet, das naturräumlich im Unterraum Crailsheimer Hardt der Frankenhöhe liegt, die dort bis an den Jagstlauf stößt. Der höchste Punkt liegt auf etwa 471,7 m ü. NHN im Gemeindeholz an der Südostecke. Dort steht etwas Wald, ansonsten liegen an den Hängen meist Äcker, in der weiten Talaue fast nur Wiesen. Siedlungsplätze sind ein großer Teil des Wohnplatzes Burgberg von Jagstheim rechts über Mündung und unterem Lauf sowie vielleicht ein Randzwickel des Weilers Eichelberg im selben Stadtteil von Crailsheim, zu dem über zwei Drittel des Einzugsgebietes gehören, der Rest im Süden zur Teilgemarkung Honhardt der Gemeinde Frankenhardt.
Das angrenzende Gebiet im Osten entwässert über den Degenbach zur Jagst, flussabwärts im Norden und flussaufwärts im Süden gibt es keine unmittelbar angrenzenden Einzugsgebiet von Jagstzuflüssen.

### Zuflüsse
- (Graben), von rechts und Ostnordosten gegen Ende des den oberen Augraben begleitenden Wirtschaftsweges, ca. 0,8 km[LUBW 5] und ca. 0,3 km².[LUBW 3] Entsteht auf etwa 425 m ü. NHN[LUBW 1] am Südrand von Crailsheim-Eichelberg.

## Geologie
Der Aubach läuft in den holozänen Auenlehmen, die dort breit die rechte Jagstaue bedecken und in den Gipskeuper (Grabfeld-Formation) eingelagert sind, der an den Hängen ansteht. Nur im Bereich der höchsten Punktes beim Gemeindeholz gibt es inselhaft noch eine Bedeckung von in der Keuper-Ablagerungsfolge höherem Schilfsandstein (Stuttgart-Formation).

## Schutzgebiete
Fast das gesamte Einzugsgebiet liegt im Landschaftsschutzgebiet Jagsttal mit angrenzenden Gebieten zwischen der Kreisgrenze gegen den Ostalbkreis und der Brücke der Bundesstraße 290 über die Jagst bei der Wiesmühle.

### LUBW
Amtliche Online-Gewässerkarte mit passendem Ausschnitt und den hier benutzten Layern: Lauf und Einzugsgebiet des Augrabens

Allgemeiner Einstieg ohne Voreinstellungen und Layer: Daten- und Kartendienst der Landesanstalt für Umwelt Baden-Württemberg (LUBW) (Hinweise)
1. 1 2 3  Höhe nach dem Höhenlinienbild auf dem Hintergrundlayer Topographische Karte.
2. ↑  Länge nach dem Layer Gewässernetz (AWGN).
3. 1 2  Einzugsgebiet abgemessen auf dem Hintergrundlayer Topographische Karte.
4. ↑  Natur teilweise nach dem Layer Geschützte Biotope.
5. ↑   Länge abgemessen auf dem Hintergrundlayer Topographische Karte.
6. ↑  Schutzgebiet nach dem einschlägigen Layer.

### Andere Belege
1. ↑  Wolf-Dieter Sick: Geographische Landesaufnahme: Die naturräumlichen Einheiten auf Blatt 162 Rothenburg o. d. Tauber. Bundesanstalt für Landeskunde, Bad Godesberg 1962. → Online-Karte (PDF; 4,7 MB)
2. ↑  Höhe nach schwarzer Beschriftung auf dem Layer WMS LGL-BW Topographische Freizeitkarte 1:25.000 auf: Geoportal Baden-Württemberg (Hinweise)
3. ↑  Geologie nach den Layern zu Geologische Karte 1:50.000 auf: Mapserver des Landesamtes für Geologie, Rohstoffe und Bergbau (LGRB) (Hinweise)